# Klasztor Franciszkanów w Łodzi (Łagiewniki)
Klasztor Franciszkanów w Łodzi (Łagiewniki) – franciszkański klasztor katolicki w Łodzi, należący do warszawskiej Prowincji Matki Bożej Niepokalanej Zakonu Braci Mniejszych Konwentualnych.

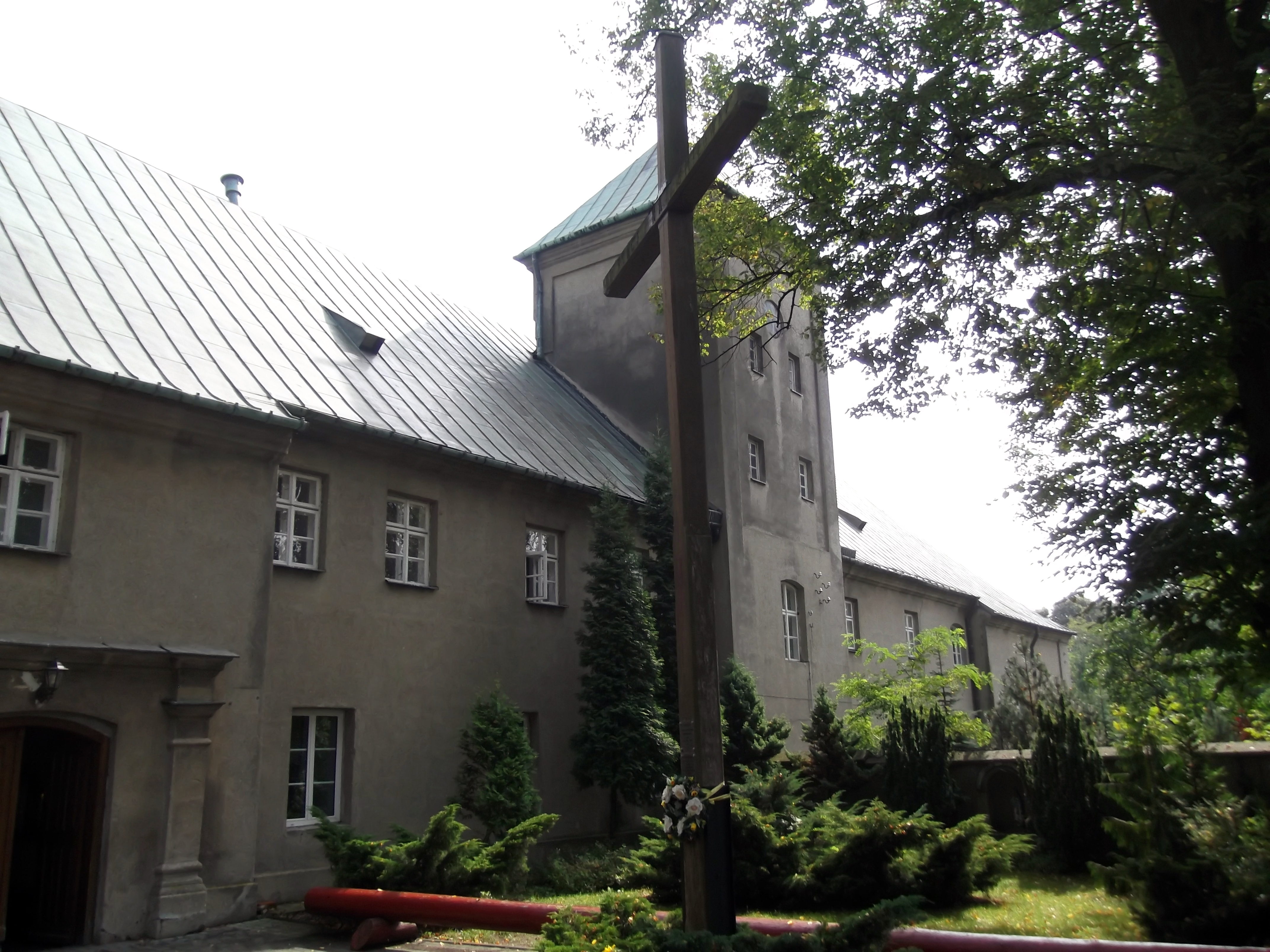
Klasztor franciszkanów w Łodzi-Łagiewnikach (widok od strony zachodniej)

## Fundacja
Franciszkański klasztor w łódzkich Łagiewnikach został erygowany 18 marca 1681 roku w wyniku wieloletnich starań braci i rodziny Żeleskich. 29 sierpnia 1683 roku odbyła się uroczystość konsekrowania nowo wybudowanego drewnianego kościoła pw. św. Antoniego i przylegającego do niego klasztoru. Aktu tego dokonał sekretarz króla Jana III biskup Piotr Paweł Mieszkowski herbu Odrowąż.
W 1701 roku ojciec Adrian Pędzikowski rozpoczął budowę istniejącego do dziś murowanego kościoła. Dzięki wsparciu finansowemu olbrzymiej liczby fundatorów oraz działalności egzorcysty, błogosławionego o. Rafała Chylińskiego, ukończono budowę kościoła. 16 maja 1723 lub 1726 roku świątynia została uroczyście konsekrowana przez prymasa Teodora Potockiego. Budowę klasztoru ukończono ostatecznie w 1746 roku. Bazę materialną, zapewniającą zakonnikom środki do utrzymania, stanowiły należące do klasztoru pobliskie folwarki ziemskie.
Po powstaniu styczniowym klasztor uległ likwidacji (8 listopada 1864), a na zakonników spadły carskie represje. W budynku klasztornym umieszczono m.in. szkołę i dom dla biedoty. Zakonnicy odzyskali budynek dopiero po 54 latach.
Podczas II wojny światowej znajdowały się tam niemieckie warsztaty naprawy samochodów i czołgów. W 1941 roku rozebrano pobliskie kapliczki: św. Walentego, Matki Boskiej Anielskiej, oraz oryginalny Domek O. Rafała. Dwa lata później ten sam los podzieliła największa z łagiewnickich kapliczek, pw. Przemienienia Pańskiego. Pod koniec wojny kościół i klasztor sprofanowano.

## Współczesność
Po wojnie do Łagiewnik powrócili franciszkanie. Od 1978 roku przy klasztorze działa Wyższe Seminarium Duchowne oo. Franciszkanów, które w 1989 roku uzyskało własny gmach. Na cmentarzu w Łagiewnikach (ul. Okólna 185) są dwie zbiorowe kwatery nagrobków Ojców Franciszkanów. Na głównej kwaterze znajduje się rzeźba bł. Rafała Chylińskiego, natomiast na drugiej rzeźba św. Franciszka. Obie rzeźby zostały odsłonięte w 1997 roku. Autorem obu rzeźb, nagrobków Ojców Franciszkanów i kwater jest Wojciech Gryniewicz.
Klasztor w Łagiewnikach jest pierwszym i jednym z czterech klasztorów zakonu Braci Mniejszych Konwentualnych w Łodzi. Inne łódzkie klasztory oo. franciszkanów to:
- Klasztor Niepokalanego Poczęcia przy ul. Kreciej 37;
- Klasztor Matki Bożej Anielskiej przy ul. Krasickiego 2a;
- Klasztor Św. Maksymiliana (Łódź-Dąbrowa), zlokalizowany przy Skwerze św. Maksymiliana M. Kolbego 1.